# Heiner Parra Bustamente
Heiner Rodrigo Parra Bustamente (Sora, departament de Boyacá, 9 d'octubre de 1991) és un ciclista colombià, professional des del 2010, i que corre a l'equip Boyacá es Para Vivirla.

## Palmarès
- 2013
  - Vencedor d'una etapa a la Ronda de l'Isard d'Arieja
- 2017
  - Vencedor d'una etapa al Clásico RCN